# Rampe à vélo
Pour les articles homonymes, voir Rampe et Goulotte.

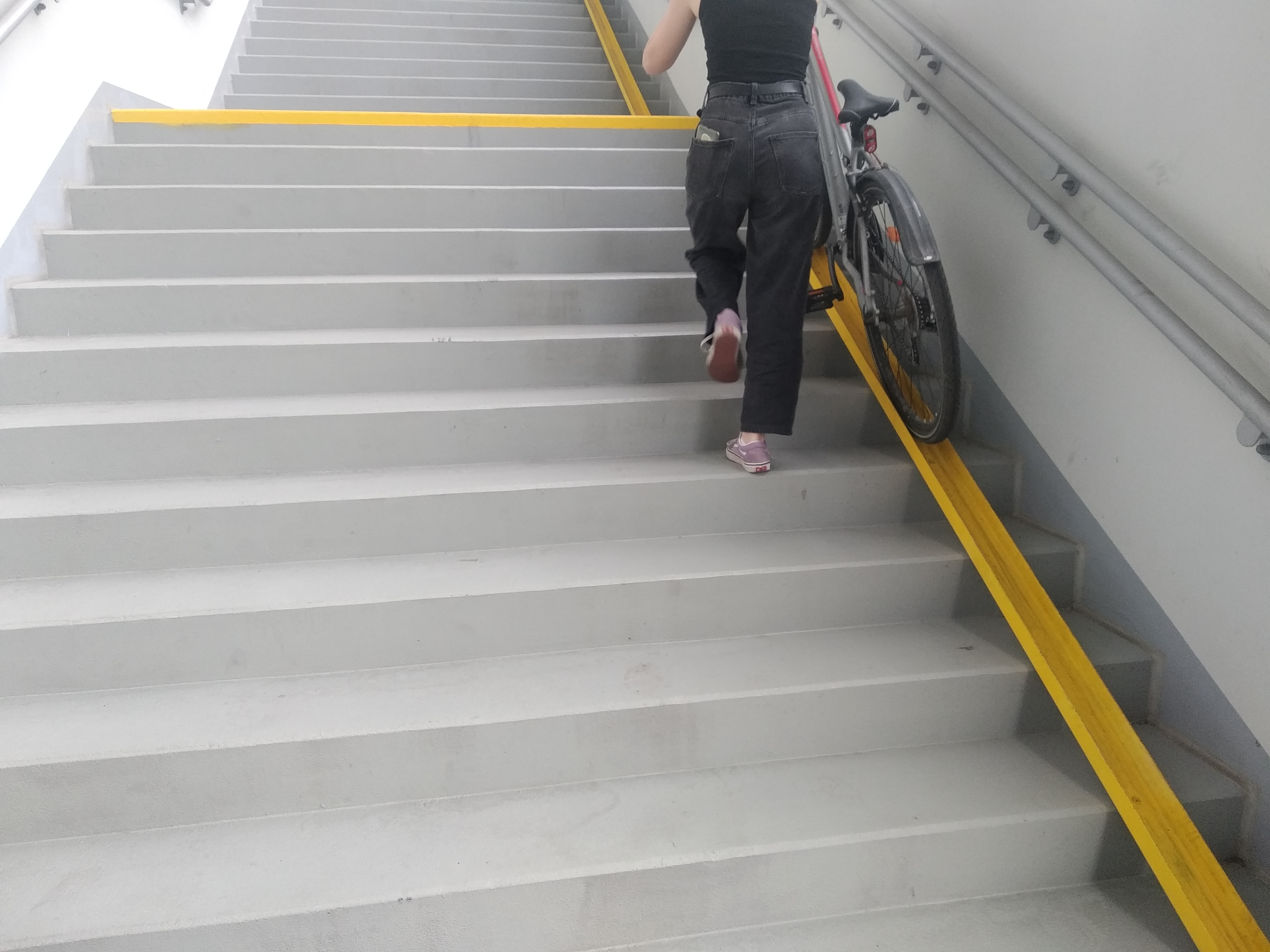
Une rampe à vélo en Pologne.

Une rampe à vélo ou goulotte est un dispositif, généralement sous forme de gouttière fixée sur le côté d'un escalier pour piétons, qui permet de faciliter la montée ou la descente d'un vélo. Elles sont en général installées sur les escaliers publics (traversée aérienne d'une voie de communication, etc.), et dans les gares pour accéder aux quais.